# Pierre Jouin
Pour les articles homonymes, voir Jouin.
Pierre Jouin est un homme politique français né le 17 février 1818 à Rennes (Ille-et-Vilaine) et décédé le 24 mars 1885 à Paris.

## Biographie
Avocat au Barreau de Rennes, il est élu représentant d'Ille-et-Vilaine en 1848. Non réélu en 1849, il reste à l'écart de la vie politique sous le second Empire. Il est élu représentant aux élections complémentaires du 2 juillet 1871, et siège au centre gauche. Battu aux sénatoriales de 1876, il est élu en 1879 et conserve son mandat de sénateur jusqu'à sa mort. Il siégeait à gauche, soutenant les gouvernements républicains.

## Sources
- « Pierre Jouin », dans Adolphe Robert et Gaston Cougny, Dictionnaire des parlementaires français, Edgar Bourloton, 1889-1891 [détail de l’édition]